# Es kracht – es zischt – zu seh’n ist nischt
Es kracht – es zischt – zu seh’n ist nischt (auch Der unsichtbare Supertyp, Originaltitel Now You See Him, Now You Don’t) ist eine US-amerikanische Filmkomödie. Die Regie bei dieser Disney-Produktion führte Robert Butler, das Drehbuch schrieben Joseph L. McEveety und Robert L. King. Kinostart in Kanada war am 7. Juli 1972 und fünf Tage später in den USA. In Deutschland wurde er am 11. Mai 1973 uraufgeführt. Hauptdarsteller Kurt Russell spielt hier zum zweiten Mal Dexter Reilly nach Superhirn in Tennisschuhen (1969). Mit Der Retorten-Goliath folgte 1975 ein dritter Film.

## Handlung
Der Chemiestudent Dexter Reilly entwickelt ein Spray, das unsichtbar macht. Da sein College sich in finanziellen Schwierigkeiten befindet, meldet Reilly seine Erfindung bei einem Wettbewerb an, bei dem 50.000 US-Dollar zu gewinnen sind.
Zwei Gangster stehlen das Spray und nutzen die Erfindung für einen groß angelegten Diebstahl des Geldes. Die Polizei verfolgt das unsichtbare Auto der Diebe, die Studenten blockieren die Straße so, dass das Auto in das Schwimmbecken eines Hauses fährt. Dort werden der Wagen und die Diebe wieder sichtbar, die Verbrecher werden verhaftet.
Der Spraybehälter wird rechtzeitig eingereicht, die Erfindung gewinnt den Preis. Reilly verspricht, im nächsten Jahr eine neue gewinnbringende Erfindung zu machen.

## Kritiken
Es kracht… erhielt ein gutes Presseecho. So erfasst der US-amerikanische Aggregator Rotten Tomatoes Rotten-Tomatoes-Kennung fehlt. wohlwollende Besprechungen und ordnet den Film dementsprechend als „Frisch“ ein.

„Typisches Disney-Produkt, technisch perfekt und gefällig inszeniert; lebensferne, oberflächlich-anspruchslose Unterhaltung.“

„Flotte Klamotte.“

John Sinnott zählte den Film bei dvdtalk.com zwar nicht zu den großen Komödienklassikern, er sei aber amüsant. Sinnott lobte die Darstellungen von Kurt Russell und Michael McGreevey.